# Mecysmaucheniidae
Mecysmaucheniidae zijn een familie van spinnen. De familie telt 7 beschreven geslachten en 25 soorten.

## Geslachten
- Aotearoa Forster & Platnick, 1984
- Chilarchaea Forster & Platnick, 1984
- Mecysmauchenioides Forster & Platnick, 1984
- Mecysmauchenius Simon, 1884
- Mesarchaea Forster & Platnick, 1984
- Semysmauchenius Forster & Platnick, 1984
- Zearchaea Wilton, 1946

## Taxonomie
Voor een overzicht van de geslachten en soorten behorende tot de familie zie de lijst van Mecysmaucheniidae.